# Dylan Borlée
Pour les articles homonymes, voir Borlée.
Dylan Borlée (né le 20 septembre 1992 à Woluwe-Saint-Lambert) est un athlète belge, spécialiste du 400 mètres. Il est champion d'Europe indoor du 400m individuel, et multiple champion d’Europe indoor et outdoor avec le relais belge de 4 x 400 m masculin. Il est également multiple médaillé mondial avec le relais masculin et codétenteur des records de Belgique du relais 4 x 400 m masculin et 4 x 400 m mixte.

## Biographie
Dylan Borlée né le 20 septembre 1992 à Woluwe-Saint-Lambert, est le fils de Jacques Borlée, athlète et entraîneur d'athlétisme, et d'Edith Demaertelaere, athlète et artiste peintre. Il est le frère de Kévin et de Jonathan, d'Olivia et de Rayane Borlée (en).athlètes comme lui.
En 2013, il remporte la médaille d'argent du relais 4 × 400 m lors des championnats d'Europe espoirs de Tampere en Finlande, aux côtés de Seppe Thijs, Stef Vanhaeren et Julien Watrin. Le 21 juillet 2013, lors des championnats de Belgique, à Bruxelles, il se classe deuxième de la finale du 400 m, derrière son frère Kévin, et porte son record personnel à 45 s 80. Il obtient à cette occasion sa sélection pour les championnats du monde de Moscou où il accompagne ses deux frères dans l'épreuve du relais 4 × 400 m. Ils y atteignent la finale avec Antoine Gillet en 3 min 0 s 81, devenant la première équipe composée de trois membres d'une même famille à courir dans une telle compétition. Il participe à la finale avec ses 2 frères et Will Oyowe. Le relais belge finit à la cinquième place en 3 min 1 s 02.
Aux championnats d'Europe en salle 2015 à Prague, il court le 400 m pour son premier grand championnat en individuel. Il remporte sa demi-finale en battant son record personnel en 46 s 72. Lors de la finale, il bat à nouveau son record en 46 s 25 et termine à la seconde place pour remporter la médaille d'argent. Le lendemain, il remporte la médaille d'or avec le relais 4 × 400 m en battant le record européen avec Julien Watrin et ses frères Jonathan et Kévin.
Le 20 mars 2016, Dylan Borlée et ses coéquipiers se classent 6e des championnats du monde en salle de Portland en 3 min 9 s 71 après une chute du témoin. Le 10 juillet 2016, il remporte en compagnie de ses frères Jonathan et Kevin ainsi que de Julien Watrin la finale du 4 × 400 mètres aux championnats d'Europe d'athlétisme 2016 à Amsterdam.
Le 4 mars 2018, il remporte la médaille de bronze du relais 4 x 400 m des championnats du monde en salle de Birmingham. Auteur avec ses coéquipiers d'un record de Belgique en salle en 3 min 02 s 51, il termine 3e de la course la plus relevée de l'histoire derrière l'équipe de Pologne (3 min 01 s 77, record du monde) et des États-Unis (3 min 01 s 98).
En 2022 aux championnats du monde en salle, il remporte la médaille d'or du relais 4 × 400 m avec l'équipe belge. Il remporte la médaille de bronze du relais 4 × 400 m des championnats du monde 2022, à Eugene, derrière les États-Unis et la Jamaïque.
En mars 2024, il remporte la médaille d'or aux championnats du monde en salle de Glasgow avec l'équipe belge du relais 4 × 400 m, les Belges devançant de peu l'équipe américaine.
En juin 2024, il remporte la médaille d'or aux championnats d'Europe de Rome avec l'équipe belge du relais masculin 4 × 400 m.
Lors des Jeux olympiques 2024 de Paris en août, il est aligné dans trois épreuves : 4 x 400 m mixte, 400 m et le 4 x 400 m masculin. En finale du relais mixte 4 x 400 m, le relais belge se classe quatrième en améliorant le record de Belgique en 3 min 9 s 36. En 400 m individuel, il ne parvient pas à se qualifier pour la finale. Il participe à la finale du relais 4 x 400 m masculin dans laquelle l'équipe belge des « Tornados » décroche la quatrième place avec un nouveau record de Belgique en 2 min 57 s 75.

## Palmarès
| Date | Compétition                       | Lieu           | Résultat | Épreuve         | Temps         |
| ---- | --------------------------------- | -------------- | -------- | --------------- | ------------- |
| 2013 | Championnats d'Europe espoirs     | Tampere        | 2e       | 4 × 400 m       | 3 min 4 s 90  |
| 2013 | Championnats de Belgique          | Bruxelles      | 2e       | 400 m           | 45 s 80       |
| 2013 | Championnats du monde             | Moscou         | 5e       | 4 × 400 m       | 3 min 1 s 02  |
| 2013 | Jeux de la Francophonie           | Nice           | 5e       | 400 m           | 47 s 25       |
| 2013 | Jeux de la Francophonie           | Nice           | 2e       | 4 × 400 m       | 3 min 6 s 24  |
| 2014 | Championnats d'Europe par équipes | Tallinn        | 1re      | 4 × 400 m       | 3 min 4 s 93  |
| 2015 | Championnats d'Europe en salle    | Prague         | 2e       | 400 m           | 46 s 25       |
| 2015 | Championnats d'Europe en salle    | Prague         | 1er      | 4 × 400 m       | 3 min 2 s 87  |
| 2015 | Relais mondiaux de l'IAAF         | Nassau         | 3e       | 4 × 400 m       | 2 min 59 s 33 |
| 2016 | Championnats du monde en salle    | Portland       | 6e       | 4 × 400 m       | 3 min 9 s 71  |
| 2016 | Championnats d'Europe             | Amsterdam      | 1er      | 4 × 400 m       | 3 min 1 s 10  |
| 2016 | Jeux olympiques                   | Rio de Janeiro | 4e       | 4 × 400 m       | 2 min 58 s 52 |
| 2017 | Championnats d'Europe en salle    | Belgrade       | 2e       | 4 × 400 m       | 3 min 7 s 80  |
| 2017 | Championnats d'Europe par équipes | Vaasa          | 3e       | 400 m           | 46 s 56       |
| 2017 | Championnats du monde             | Londres        | 4e       | 4 × 400 m       | 3 min 0 s 04  |
| 2018 | Championnats du monde en salle    | Birmingham     | 3e       | 4 × 400 m       | 3 min 2 s 51  |
| 2018 | Championnats d'Europe             | Berlin         | 1er      | 4 x 400 m       | 2 min 59 s 47 |
| 2019 | Championnats d'Europe en salle    | Glasgow        | 1er      | 4 × 400 m       | 3 min 6 s 27  |
| 2019 | Relais mondiaux de l'IAAF         | Yokohama       | 3e       | 4 x 400 m       | 3 min 02 s 70 |
| 2019 | Championnats du monde             | Doha           | 3e       | 4 x 400 m       | 2 min 58 s 78 |
| 2022 | Championnats du monde en salle    | Belgrade       | 1er      | 4 × 400 m       | séries        |
| 2022 | Championnats du monde             | Eugene         | 3e       | 4 x 400 m       | 2 min 58 s 72 |
| 2022 | Championnats d'Europe             | Munich         | 5e       | 400 m           | 45 s 39       |
| 2022 | Championnats d'Europe             | Munich         | 2e       | 4 x 400 m       | 2 min 59 s 49 |
| 2023 | Jeux européens                    | Chorzów        | 3e       | 4 x 400 m mixte | 3 min 12 s 97 |
| 2024 | Championnats du monde en salle    | Glasgow        | 1er      | 4 x 400 m       | 3 min 2 s 54  |
| 2024 | Relais mondiaux                   | Nassau         | 3e       | 4 × 400 m       | 3 min 1 s 16  |
| 2024 | Championnats d'Europe             | Rome           | 1er      | 4 x 400 m       | 2 min 59 s 84 |
| 2024 | Jeux olympiques                   | Paris          | 4e       | 4 × 400 m       | 2 min 57 s 75 |
| 2024 | Jeux olympiques                   | Paris          | 4e       | 4 x 400 m mixte | 3 min 9 s 36  |

## Records
| Épreuve         | Performance        | Lieu   | Date            |
| --------------- | ------------------ | ------ | --------------- |
| 400 m           | 45 s 09            | Madrid | 22 juillet 2023 |
| 4 × 400 m       | 2 min 57 s 75 (NR) | Paris  | 10 août 2024    |
| 4 × 400 m mixte | 3 min 9 s 36 (NR)  | Paris  | 3 août 2024     |

| Épreuve   | Performance       | Lieu       | Date            |
| --------- | ----------------- | ---------- | --------------- |
| 60 m      | 6 s 94            | Gand       | 2 février 2013  |
| 200 m     | 21 s 74           | Gand       | 17 février 2013 |
| 400 m     | 46 s 25           | Prague     | 7 mars 2015     |
| 4 x 400 m | 3 min 2 s 51 (NR) | Birmingham | 4 mars 2018     |

## Récompenses
- Mérites Sportifs de la Fédération Wallonie-Bruxelles : meilleur espoir masculin 2013.